# Tibor Ehlers
Tibor Ehlers (* 19. August 1917 in Großschlagendorf, Oberungarn; † 3. Juni 2001 in Betzweiler-Wälde) war ein deutscher Schullehrer und Musikinstrumentenbauer karpatendeutscher Herkunft, der historische Instrumente der traditionellen Volksmusik wiederbelebte.

## Leben
Ehlers wurde in Großschlagendorf in der deutschen Sprachinsel Zips in der heutigen Slowakei geboren. Er wuchs in Bratislava (Pressburg) auf und wurde zum Lehrer ausgebildet. Bereits zu dieser Zeit arbeitete er auch musikalisch mit seinen Schülern. 1945 kam er auf der Flucht nach Bayern, wo er in Cham (Oberpfalz) als Sägewerksarbeiter den Umgang mit dem Werkstoff Holz erlernte. 1948 war er kurzzeitig Holzschnitzer für kunstgewerbliche Artikel im Hohenloher Land, bis er in Hockenheim eine Töpferlehre machte und 1949 die dortige Töpfermeisterin heiratete. Von 1952 bis 1962 war er Lehrer an der Volksschule in Buchenberg im Schwarzwald.
Tibor Ehlers war Schullehrer und nicht im klassischen Instrumentenbau ausgebildet, so dass er seine eigenen Techniken entwickelte. Bereits 1957 baute er seinen ersten Böhmischen Bock. Später entwickelte er Drehleiern, Gamben und Volksharfen, aber auch Hirtenflöten und historische Klarinetten, die Anerkennung in der Fachwelt fanden. 1962 wurde er Dozent für musische Fächer an der Evangelischen Fachschule für Sozialpädagogik in Freiburg im Breisgau. Von 1976 von 1978 wirkte er dann an der Staatlichen Lehrerausbildungsanstalt in Gengenbach. Nach seiner Pensionierung mit 61 Jahren ließ er sich in Betzweiler-Wälde nieder, entwickelte weiter seine Instrumente und hielt Kurse ab. Er war so einer der wichtigsten Vorreiter der Wiederentdeckung und Wiederbelebung von Instrumenten der traditionellen Volksmusik sowohl im schwäbischen Raum als auch in Bayern. Dort veranstaltete er zusammen mit dem Oberpfälzer Bezirksheimatpfleger Adolf Eichenseer seit 1974 in Pleystein und später in Waldmünchen jährliche Instrumentenbaukurse. Als erster wies er auch um 1970 auf die eigenständige schwäbische Dudelsacktradition hin und erneuerte die „schwäbisch-alemannische Sackpfeife“.
Nach dem Tod seiner ersten Frau Irmgard (geborene August) im Jahr 1991 heiratete er im folgenden Jahr Ursula Lederer. Bis kurz vor seinem Tod war er mit Instrumentenbaukursen aktiv und widmete sich auch für ihn neuen Instrumenten wie Leier und Chitarrone. 2001 starb Tibor Ehlers in der Klinik in Betzweiler-Wälde.
Der Kulturrat des Schwäbischen Albvereins ehrt mit der „Tibor-Ehlers-Medaille“ Musiker, Musikgruppen und Instrumentenbauer, die sich für die Wiederentdeckung und Wiederbelebung traditioneller Volksmusik, sowie die handwerkliche Fertigung von historischen Volksinstrumenten einsetzen.

## Preisträger der Tibor-Ehlers-Medaille
- Georg Balling und Herbert Grünwald (2003)
- Ernst Eugen Schmidt (2006)
- Berthold Büchele (2009)
- Eckhard Böhringer (2012)